# Рагби лига клуб Јединство Панчево
Рагби лига клуб Јединство је рагби лига (рагби 13) клуб из Панчева, Србија.

## Историја
Новембра 1953. године, формиран је инијацитиван одбор за формирање рагби секције при Академском спортском клубу. Оснивачка скупштина одржана је 17. јануара 1954. године у Панчеву. За председника клуба изабран је Милован Станишић. Своју прву утакмицу рагбисти Јединства имали су против Радничког из Београда на терену код Стаклара, априла 1954. године. Резултат је био 35:15 у корист тима из Београда. После позива Спортског друштва Динамо из Панчева средином септембра 1954. године, Јединство мења име у Динамо. Међутим, после размирица око терена клуб поново узима име Јединство. Јединство је освојило једну титулу националног првенства и то 1957. године (тада је званично формирана и лига у СФР Југославији) и један национални куп. Године 1963. гаси се рагби лига у СФР Југославији, а клубови прелазе да играју рагби унију.
Године 2012. је обновљен рагби лига клуб Јединство из Панчева.

## Успеси
Национално првенство (1):
- Првенство СФР Југославије : 1957.

Национални куп (1):
- Куп СФР Југославије : 1958.